# کیم سه بیوک
کیم سه بیوک (کره‌ای: 김새벽؛ زادهٔ ۲۴ اکتبر ۱۹۸۶) بازیگر اهل کره جنوبی است.
از فیلم‌ها یا برنامه‌های تلویزیونی که وی در آن نقش داشته است می‌توان به خانه مرغ مگس‌خوار، یک مقاومت، و ملکه ساز اشاره کرد.